# Fickfjärden
Fickfjärden är en sjö i Nordmalings kommun i Ångermanland och ingår i Öreälven-Leduåns kustområde. Sjön har en area på 0,81 kvadratkilometer och ligger 1 meter över havet.

## Delavrinningsområde
Fickfjärden ingår i det delavrinningsområde (705263-168935) som SMHI kallar för Utloppet av Fickfjärden. Medelhöjden är 13 meter över havet och ytan är 5,2 kvadratkilometer. Det finns inga avrinningsområden uppströms utan avrinningsområdet är högsta punkten. Vattendraget som avvattnar avrinningsområdet har biflödesordning 2, vilket innebär att vattnet flödar genom totalt 2 vattendrag innan det når havet efter 2 kilometer. Avrinningsområdet består mestadels av skog (55 procent) och öppen mark (14 procent). Avrinningsområdet har 0,81 kvadratkilometer vattenytor vilket ger det en sjöprocent på 15,6 procent.